# Општина Руше
Општина Руше (словен. Ruše) је једна од општина Подравске регије у држави Словенији. Седиште општине је истоимени градић Руше.

## Природне одлике
Рељеф: Општина Руше налази се у северном делу Словеније, у словеначком делу Штајерске. Северни део општине се налази у долини Драве на месту где река излази из клисурастог дела свог тока и улази у равничарске крајеве. Јужно од долине Драве издиже се планина Похорје.
Клима: У општини влада умерено континентална клима.
Воде: Једини значајан водоток на подручју општине је река Драва. Остали водотоци су мали и њене су притоке.

## Становништво
Општина Руше је густо насељена.

## Насеља општине
| - Безена - Бистрица об Драви - Лобница - Лог - Руше - Смолник - Фала |

## Додатно погледати
- Руше